# Löb Carlburg
Löb Carlburg, hebräisch Juda-Löb (geboren 1765 in Karlsburg, Siebenbürgen; gestorben am 20. Februar 1835 in Krefeld) war ein deutscher Rabbiner in Bonn und Krefeld. Er war der erste Ober-Rabbiner des Konsistoriums Krefeld.

## Leben
Löb Carlburg war der Sohn von Marcus (Mordechai) und Esther Carlburg. Er besuchte mehrere Talmudhochschulen (Jeschiwot). Er war Schüler von Meier Barby in Preßburg und von Nathan Adler in Frankfurt. Er lernte auch in der Jeschiwa von Prag und Berlin.
Ab 1793 betätigte er sich als Hauslehrer, so in Bonn im Haus von Susman Moses Kaufmann. Dort studierte er als Autodidakt Latein und Griechisch und beschäftigte sich mit Philosophie und arabischer, chaldäischer und syrischer Sprachforschung.
1803 wurde er in Bonn zweiter Rabbiner. 1806 wurde er zum großen Sanhedrin nach Paris eingeladen, konnte aber nicht teilnehmen, da er ein Augenleiden hatte. Später erblindete er auf einem Auge.
Am 9. März 1809 wurde er zum Oberrabbiner des neuerrichteten Krefelder Konsistoriums gewählt. Am 13. April 1809 leistete er seinen Amtseid. Als er am 26. Mai 1809 sein Amt antrat, weihte er gleichzeitig die Synagoge ein. Sie stammte aus dem Jahr 1764 und war umgebaut worden, wobei sie einen neuen Thoraschrein erhielt.
In Krefeld lebten 1810 160 jüdische Personen in 20 Haushalten. Krefeld hatte den höchsten jüdischen Bevölkerungsanteil im Roer-Departement und deshalb den Hauptsitz des Konsistoriums erhalten.
Löb Carlburg war 25 Jahre lang bis zu seinem Tod Oberrabbiner des Konsistoriums gewesen.